# En plein air

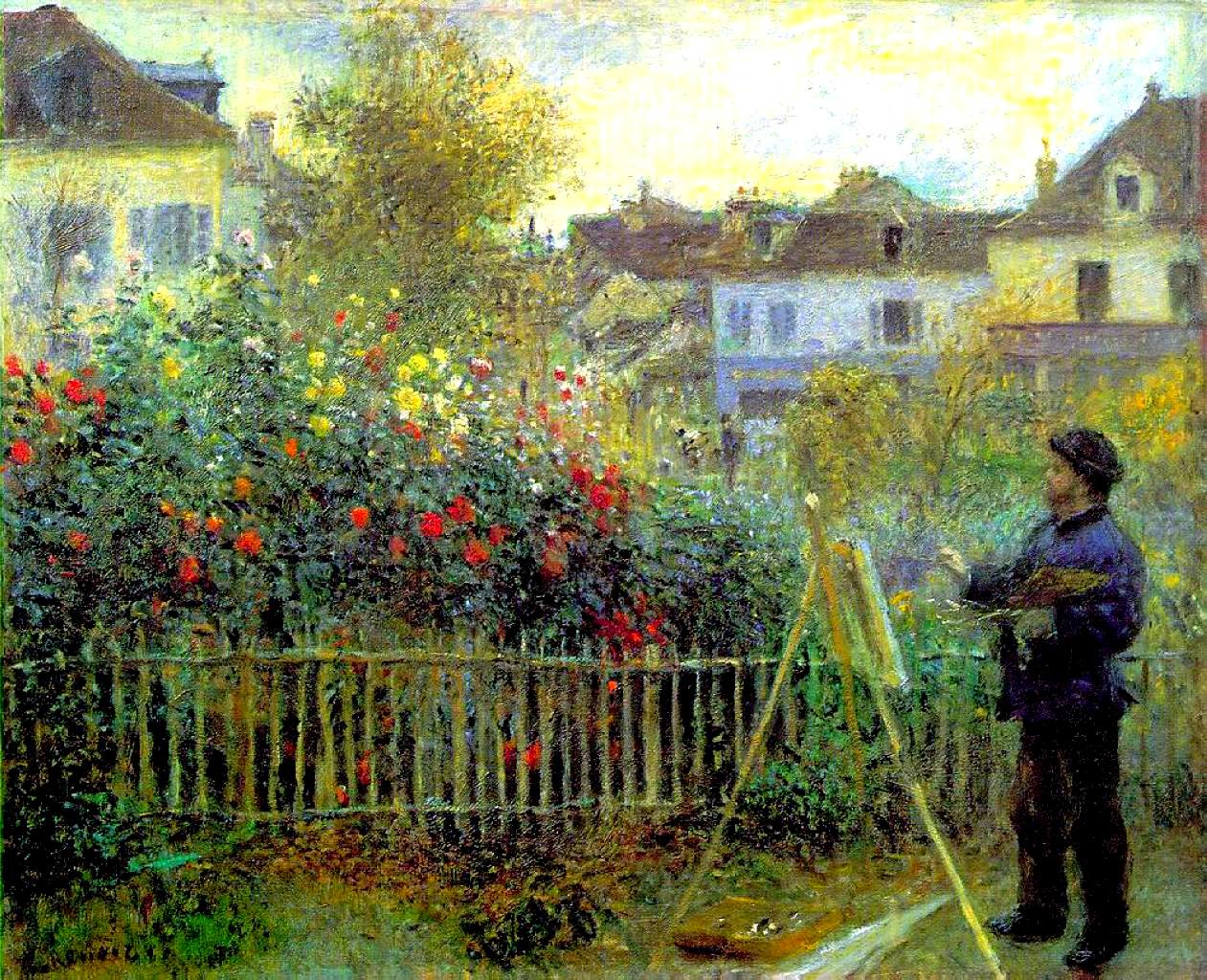
Pierre-Auguste Renoir, Monet dipinge in giardino

En plein air (letteralmente all'aria aperta) è una locuzione in lingua francese che indica un metodo pittorico consistente nel dipingere all'aperto per cogliere le sottili sfumature che la luce genera su ogni particolare.
Altro obiettivo di questa tecnica è quello di cogliere la vera essenza delle cose, poiché risulta essere espressione derivante dall'osservazione diretta della realtà. In voga soprattutto nell'Ottocento europeo, la pittura en plein air fu grandemente utilizzata dalla corrente pittorica degli impressionisti.
La tecnica ebbe quali anticipatori Leonardo da Vinci (che sosteneva "Io dipingo solo ciò che vedo") e, secoli più tardi, i paesaggisti Pierre-Henri de Valenciennes e Thomas Jones, che abbozzavano, con la tecnica ad olio su piccoli fogli di carta, gli effetti di luce che poi venivano riproposti sulle loro tele.
I primi ad applicare questa tecnica furono i pittori romantici inglesi, mentre, In Italia, furono invece i cosiddetti macchiaioli.
Venne perfezionata dagli impressionisti, anche se la vera paternità è da attribuirsi secondo vari studiosi alla scuola di Barbizon e a Gustave Courbet, (che per primo ne delineò i principi).
Questa tecnica sarà poi rigettata nel decadentismo quando lo stimolo dell'artista non sarà più la natura ma l'interiorità più profonda, il mistero.
Fra i più celebri pittori di dipinti realizzati "all'aperto" vi sono Manet, Monet, Filippini, Cézanne, Renoir, Pissarro, Van Gogh, Camille Corot, Théodore Rousseau, Constant Troyon, Charles-François Daubigny, Berthe Morisot, William Turner, John Constable e William Holman Hunt.
Con l'avvento della fotografia nacque il bisogno di poter rappresentare ciò che la fotografia non trasmetteva. Non bisognava più fare il disegno perfetto come è nella realtà, ma bisognava trasmettere le emozioni che esso trasmetteva. La pittura en plein air permetteva di catturare con veloci pennellate l'essenza e ciò che il paesaggio trasmetteva.